# Kunstig befrugtning
Kunstig befrugtning (også betegnet Assisteret reproduktion) dækker over enhver form for befrugtning, der ikke foregår ved samleje. Konkret betegner kunstig befrugtning den lægelige behandling og diagnostik, der baserer sig på eller kombineres med udtagning af menneskelige æg og/eller instrumentelt assisteret befrugtning med sædceller. Man skelner mellem in vitro-fertilisering, hvor befrugtningen finder sted udenfor kvindens krop, og insemination, hvor sæden sprøjtes op i kvindens livmoder.
Metoden vandt frem i 1950'erne som behandling af barnløshed hos mennesker, men har været anvendt i landbruget i mange år. In vitro-fertilisering blev introduceret i 1978 i England af biologen Robert Edwards og gynækologen Patrick Steptoe.
En af dem der har udviklet metoden til kunstig befrugtning med forsøg med dyr var den russiske forsker Ilja Ivanovitj Ivanov, som omkring 1900 bl.a. eksperimenterede med at blande forskellige dyreracer med hinanden. Han er også kendt for at foretage kontroversielle forsøg med insemination af hun-aber med menneskesæd, som dog mislykkedes.

## Danmark
Kunstig befrugtning har i Danmark såvel som i mange andre lande været genstand for massiv politisk interesse, særligt grundet behandlingsformens etiske dimension. I 1997 vedtog Folketinget Lov om kunstig befrugtning i forbindelse med lægelig behandling, diagnostik og forskning m.v., der fastslår, at lægen kun må udføre kunstig befrugtning hvis der er tale om et uændret æg og en normal sædcelle. Enten ægget eller sædcellen skal komme fra parret og kan således ikke komme fra donorer. Samtidig kræver loven, at kvinden ikke er fyldt 45 år. Som følge af en lovændring i 2006, må læger også behandle enlige eller lesbiske kvinder pr. 1. januar 2007.
I Danmark behandles årligt omkring 20.000 kvinder med kunstig befrugtning.